# Rue Ramponeau
La rue Ramponeau est une voie du 20e arrondissement de Paris située dans le quartier de Belleville.

## Situation et accès
Elle s'étend selon un axe sud-ouest nord-est entre le boulevard de Belleville et la rue Julien-Lacroix. Elle est prolongée par un court tronçon de la rue Jouye-Rouve qui donne accès à une entrée secondaire du parc de Belleville. Elle présente un faible dénivelé dans sa partie ouest, la pente s'accentuant nettement à l'approche du parc. Son tracé est légèrement brisé à l'intersection de la rue de Tourtille. La rue est intégralement pavée. L'histoire de la rue Ramponeau, particulièrement riche sur le plan social et de l'urbanisme, s'inscrit dans celle plus large du quartier de Belleville où les ruelles, les ateliers, les cités-jardins conservent la mémoire d'un double passé, rural et ouvrier et le souvenir des migrants qui en ont fait une terre d'asile.
De nos jours, la rue Ramponeau est principalement consacrée au logement social. Elle comprend également une forte densité d'ateliers d'artistes et de galeries d'art.
La rue Ramponeau est desservie par les lignes 2 et 11 à la station Belleville et 2 à la station Couronnes.
Les stations Vélib' les plus proches sont au 44 et 116, boulevard de Belleville.

Voies rencontrées
- Rue de Tourtille
- Rue Dénoyez

## Origine du nom
Voisinage d'une guinguette tenue par Jean Ramponneau, célèbre cabaretier du XVIIIe siècle, pour lequel Louis-Sébastien Mercier, dans ses Tableaux de Paris, raconte : « Tel est le fameux nom de Ramponeau, plus connu mille fois de la multitude que celui de Voltaire et de Buffon. Il a mérité de devenir célèbre aux yeux du peuple, et le peuple n'est jamais ingrat. Il abreuvait la populace altérée de tous les faubourgs, à trois sous et demi la pinte : modération étonnante dans un cabaretier, et qu'on n'avait point encore vue jusqu'alors ! »
À Paris, il est courant d'attribuer aux voies le nom d'habitants ou de propriétaires ayant loti ou construit leurs terrains. L'historien Alfred Fierro en recense 74 exemples dans le 20e arrondissement (Saint-Fargeau, Tourtille, Dénoyez…). Il est intéressant de signaler que, dans ce cas, contrairement à la plupart des rues portant le nom d'artiste ou d'homme politique, seul le patronyme est utilisé.
Avant que la rue ne soit baptisée en 1867, Ramponeau a d'abord désigné au début du XIXe siècle la barrière du mur des Fermiers généraux située à l'extrémité de la rue de l'Orillon et le chemin de ronde de cette même barrière Ramponeau jusqu'à la barrière de Belleville. On peut raisonnablement penser que le nom de la rue lui fut attribué dans cette continuité, alors même que la taverne de Ramponeau se situait rue de l'Orillon, à l'ouest de la barrière.

## Historique

### Moyen Âge
Un village se forme au Moyen Âge sur les coteaux viticoles des grandes abbayes, à l'est, hors des murs de Paris. À cette époque et jusqu'au XVIIIe siècle, la future rue Ramponeau n'est au mieux qu'une sente qui dessert des parcelles et les carrières.

### XVIIIesiècle
Ce village de l'est parisien prend le nom de « Belleville ». Le tracé de la rue Ramponeau figure, sans être nommé, sur le plan de Roussel (1730). Sans doute simple chemin, cette voie monte, rectiligne, depuis la rue de Saint-Denis jusqu'aux premières pentes de Belleville.
Elle est représentée au cœur de la Courtille, jardins champêtres et vergers entourés de haies. Ce quartier de Belleville se développe alors à l'orée de l’enceinte fiscale de Paris et bénéficie ainsi de l’absence de taxes qui favorise l’ouverture de guinguettes et de cabarets où s'écoule le vin produit sur ses pentes. Le cabaret Ramponeau et la taverne Desnoyez comptent rapidement parmi les lieux de divertissement les plus prisés de l’est parisien. « Ramponeau, cabaretier de la Courtille, vendait, en 1760, de très mauvais vin à très bon marché. La canaille y courait en foule ; cette affluence extraordinaire excita la curiosité des oisifs de la bonne compagnie. Ramponeau devint célèbre », rapporte Voltaire dans Plaidoyer de Ramponeau prononcé par lui-même. Le cabaret, situé du no 1 au no 5, rue de l’Orillon, à l’angle de la rue Saint-Maur, fut baptisé Tambour royal en 1758.

### XIXesiècle

#### Cabarets et urbanisation
À la fin du XVIIIe siècle, la construction du mur des Fermiers généraux le long des actuels boulevards de Belleville et de la Villette, pour faire respecter l'octroi, entraîna la migration des cabarets et guinguettes plus haut dans Belleville. Le plan de Verniquet de 1791 mentionne une ébauche de l'actuelle rue Ramponeau sous le nom de « rue de Riom ». Sur ce même plan, la barrière d'octroi adjacente est également baptisée « Riom ». Elle portera d'autres noms tel que « barrière de l'Orillon », « barrière Ramponeau » ou encore « barrière des Moulins », au gré des appellations de la rue qu'elle prolonge du côté parisien du boulevard de Belleville.
Durant la première moitié du XIXe siècle, Belleville se transforme peu à peu sous l’effet de l’industrialisation naissante.
De nombreuses industries, jugées insalubres et interdites à Paris viennent s’y installer. La rue s'urbanise rapidement, accueillant dans des maisons de rapport de mauvaise qualité les ouvriers venant de province ou chassés après 1852 par les grands travaux haussmanniens et la hausse des loyers. L’urbanisation est l’œuvre d'investisseurs privés. Dès 1839, sur le plan d'Ambroise Tardieu, le tracé de la rue Ramponeau apparaît clairement face à la barrière Ramponeau avec celle de la rue Dénoyez et la rue de Tourtille (mais aucune n'est nommée et la rue Julien-Lacroix n'y figure pas).
Vers 1850, la partie inférieure de la rue, à l'ouest de la rue de Tourtille, est entièrement construite alors que ne figuraient sur un plan de parcelles de 1812 que quelques façades.

#### La dernière barricade de la Commune

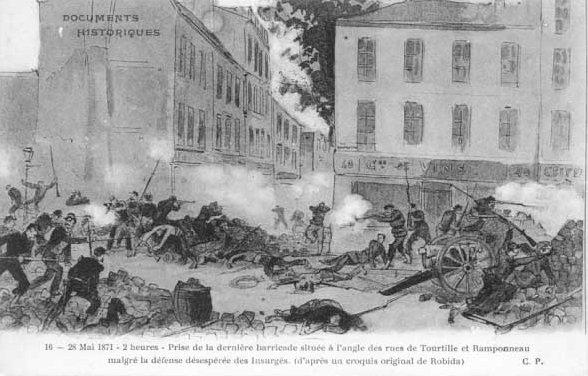
1871 : la dernière barricade, rue Ramponeau.

La commune de Belleville est rattachée à Paris en 1860. En 1867, la partie supérieure de la rue de l'Orillon (extérieure aux boulevards) — voie de l'ancienne commune de Belleville désormais située dans le 20e arrondissement de Paris — est baptisée rue Ramponeau du nom du cabaretier, tout comme la porte ménagée dans le mur de la ville. Paradoxalement, le célèbre cabaret était installé dans la partie inférieure de la rue de l'Orillon, cette dernière conservant son nom. Pour ouvrir la rue Ramponeau sur la rue Julien-Lacroix, ce premier tronçon sera complété en 1884 de l'impasse de Tourtille et de la partie de la rue Jouye-Rouve qui finissait en impasse en deçà de la rue Julien-Lacroix. C'est à cette date qu'elle a adopté le tracé actuel.
Entre-temps, la rue Ramponeau connaît la Commune de Paris. Le 28 mai 1871 s'y tient l'une des dernières barricades de la Semaine sanglante. Certains, comme les amis de la Commune, affirment qu'il s'agit de la dernière, dans le sillage de l'historien contemporain et acteur des événements, Prosper-Olivier Lissagaray, qui affirme : « La dernière barricade des journées de Mai est rue Ramponneau. Pendant un quart d'heure, un seul Fédéré la défend. Trois fois, il casse la hampe du drapeau versaillais arboré sur la barricade de la rue de Paris. Pour prix de son courage, le dernier soldat de la Commune réussit à s'échapper. »
Au contraire, Louise Michel, dans son livre La Commune, tendrait à situer la dernière barricade rue de la Fontaine-au-Roi : « La barricade de la rue Saint-Maur vient de mourir, celle de la rue Fontaine-au-Roi s’entête, crachant la mitraille à la face sanglante de Versailles. On sent la bande furieuse des loups qui s’approchent, il n’y a plus à la Commune qu’une parcelle de Paris, de la rue du Faubourg-du-Temple au boulevard de Belleville. Rue Ramponeau, un seul combattant à une barricade arrêta un instant Versailles. Les seuls encore debout, en ce moment où se tait le canon du Père-Lachaise, sont ceux de la rue Fontaine-au-Roi. Ils n’ont plus pour longtemps de mitraille, celle de Versailles tonne sur eux. »
L'emplacement de la dernière barricade Ramponeau a été situé à l'angle de la rue de Tourtille par une carte postale de l'illustrateur Albert Robida.

### XXesiècle
Le 8 mars 1918, durant la première Guerre mondiale, une bombe lancée d'un avion allemand explose au no 27 rue Ramponneau.

#### Belleville, terre d'asile
Belleville a une ancienne et forte tradition de terre d'asile. Le quartier, après avoir accueilli au XIXe siècle les Auvergnats, Alsaciens et Bourguignons exilés du centre de Paris ou de province, a vu affluer plusieurs vagues de main-d'œuvre étrangère. Les juifs ashkénazes arrivent dès la fin du XIXe siècle. Après la Première Guerre mondiale, les Arméniens et les Grecs posent leurs valises à Belleville, suivis vers la fin des années 1930 par les juifs d'Allemagne, les Espagnols et les Algériens. La communauté juive ashkénaze de Belleville a payé un lourd tribut à la Seconde Guerre mondiale. Le Mémorial des enfants juifs déportés de France de Serge Klarsfeld recense 28 enfants habitant la seule rue Ramponeau.
Après la Seconde Guerre mondiale, une communauté juive d'Afrique du Nord (principalement de Tunisie) s’y installe, rejointe par des musulmans du Maghreb. Tandis que les anciens déménagent progressivement pour les nouveaux HLM de banlieue, les immigrés d'Afrique du Nord et de Yougoslavie s'installent dans les vieux immeubles ainsi que quelques travailleurs célibataires de l'Afrique de l'Ouest. Puis, dans les années 1980, une vague importante d'immigration chinoise prend pied à son tour à Belleville et investit les commerces. Turcs (principalement Kurdes) et Africains de l'Ouest de la deuxième vague (Mali, Sénégal etc.) font partie des derniers arrivants. Ces migrations façonnent durablement la rue Ramponeau. Le film Les Garçons Ramponeau témoigne, à travers le destin croisé de trois amis d'enfance depuis les années 1920, d'un Belleville ouvrier et immigré traversé par la grève générale et les manifestations de 1936, la guerre et l'engagement dans la Résistance puis dans les combats sociaux d’après-guerre. Dans l'immeuble de style Art déco, construit en 1929 aux nos 27-29, vécurent les grands-parents Fryszman du cinéaste diariste Joseph Morder, auquel il consacra un film tourné dans leur appartement et dans le quartier, Avrum et Cypojra. Après leur décès, Joseph Morder y habita jusqu'en 2000[réf. nécessaire]. Autre célébrité bellevilloise, Lassana Diarra, footballeur français, fils d'un manutentionnaire et d'une femme de ménage d'origine malienne, a grandi rue Julien-Lacroix, sa famille ayant déménagé ensuite rue Ramponeau.

#### Le temps de la réhabilitation
Cet asile a un prix, celui de l'insalubrité. L'habitat, souvent de piètre qualité, est également très dégradé. Le quartier est inscrit dans la liste des îlots insalubres dès 1918. À partir des années 1960, la rénovation du quartier se traduit dans des tours et barres caractéristiques des « cités radieuses » de Le Corbusier dont témoigne le quartier voisin du Nouveau-Belleville.
Le côté impair de la rue Ramponeau échappe de justesse au même sort grâce à l'action de ses habitants réunis dans l'association La Bellevilleuse fondée en 1989, lorsque la ville de Paris lance un projet de rénovation du Bas-Belleville. « Ce projet consiste à quasiment raser au moins 4 îlots sur le secteur Ramponeau-Belleville pour y construire un quartier neuf, en ignorant purement et simplement, non seulement les immeubles existants mais également la population y résidant. » En 1996, le projet de ZAC est annulé devant un tribunal administratif. Un nouveau projet, faisant une grande part à la réhabilitation et au maintien des habitants, est finalisé (plan d'aménagement et de mise en valeur dit « plan de référence »). Les constructions neuves (uniquement des logements sociaux) sont en harmonie avec les bâtiments anciens, les immeubles vétustes sont réhabilités soit par l'OPAC (logement sociaux) ou, pour les copropriétés ou les propriétés privées, subventionnées dans le cadre de l'OPAH. Début 2007, les travaux ont déjà largement façonné la rue Ramponeau. À cette date, il ne reste que deux grands chantiers à réaliser : la construction de l'immeuble précédant la Forge et la restauration du relais des Postes à l'angle du boulevard de Belleville.
Côté numéros pairs, la partie aval de la rue Ramponeau a fait l'objet d'une reconstruction quasi intégrale avec des programmes novateurs sur le plan architectural qui se sont achevés au début des années 1990. La rénovation du secteur Ramponeau-Bisson-Tourtille a fait appel à des architectes de renom : Borel, Montès, Delorme, Ripault et Sarfati.

#### Une gentrification contrariée
- Si vous ne connaissez pas le sujet, laissez ce bandeau (vous pouvez alors contacter les auteurs).
- Si vous supprimez le contenu mis en cause (vous pouvez préalablement contacter les auteurs),

argumentez précisément cette suppression dans la page de discussion
(un manque de référence n'est pas un argument ; une recherche réelle de référence doit avoir été effectuée, être formellement documentée).
À partir des années 1980, s'installent à Belleville deux nouvelles populations : des classes moyennes françaises à qui l'on a attribué un logement social sans qu'elles aient choisi Belleville et qui souhaitent une « banalisation »[C'est-à-dire ?] du quartier et des commerces, et des jeunes artistes et cadres moyens qui s'y installent justement pour la diversité culturelle et l'aspect ancien du bâti. Rue Ramponeau, contrairement à d'autres quartiers de Paris, cette gentrification est contrariée par la très faible part de logements privés dans le foncier par rapport au logement social (probablement moins de 10 %, voir l'inventaire des bâtiments). De plus, des faits graves encore récents[Quand ?] (règlements de compte dans la rue, trafic de drogue, incendie de voiture, etc.) maintiennent la mauvaise réputation que les Parisiens ont de la rue Ramponeau.

## Bâtiments remarquables et lieux de mémoire
Plan détaillé sur le site de Paris à la carte de la Mairie de Paris.
Note : en gras sont indiqués les numéros faisant l'objet d'une plaque sur rue. Seuls les immeubles ayant façade sur la rue Ramponeau sont cités. Les nombreuses constructions des cours intérieures ne sont pas mentionnées.
| n°        | Curiosité | Propriétaire                        | Année de construction |
| --------- | --- | ----------------------------------- | --------------------- |
| 1-1 bis-3 | Relais des Postes (angle du no 110 boulevard de Belleville), ancien poste frontière de Paris juste au-delà de l'enceinte des Fermiers généraux. Maison basse d'un étage sur rez-de-chaussée, rare témoignage du faubourg de Belleville précédant l'annexion et probablement de la fin du XVIIIe siècle. Conservation d'éléments de toiture : couverture de tuiles plates, anciennes lucarnes passantes et à ferme débordante. Sa fonction de ravitaillement des chevaux est attestée par une lucarne fénière donnant toujours sur la rue Ramponeau. Propriété de la ville de Paris, il est classé en 2006 au PLU sous Protection ville de Paris et sert, en 2008, d'entrepôt pour les travaux du complexe sportif de la rue Dénoyez en attendant la définition d'un projet d'aménagement. Le 12 septembre 2013, Frédérique Calandra, maire du 20e, a inauguré le relais de poste réhabilité en un ensemble de six logements en duplex et cinq locaux d’activités artisanales et culturelles. Protections patrimoniales – 20e arrondissement. | Ville de Paris                      | fin XVIIIe siècle     |
| 4         | Restaurant casher Chez Bébert au rez-de-chaussée, face à la rue Dénoyez. | ?                                   | vers 1990             |
| 5         | Immeuble ancien de quatre étages, formant angle avec la rue Dénoyez. Balcon en fer au 1er étage. Ancien restaurant portant enseigne « grillades, couscous ». Agence de voyages Sayada voyages. | ?                                   | fin XIXe siècle ?     |
| 6-12      | Immeuble de 24 logements sociaux. Architecte Jacques Ripault. 1988. Entrée au no 23, rue Bisson. Au rez-de-chaussée Maison du Taleth et parking. | RIVP                                | 1988                  |
| 7         | Immeuble ancien. Trois étages plus mansardes. En 2010, une boutique (Africana) occupe les locaux de la boucherie casher Zlassi, la Rose de l'Ariana. À sa droite, un cybercafé (Sadia & Alif), également au rez-de-chaussée, remplace le cybercafé Cyber-tel.com. | ?                                   | fin XIXe siècle ?     |
| 9         | Immeuble ancien rénové. Trois étages plus mansardes. | LOG - Union d'économie sociale      | fin XIXe siècle ?     |
| 11-13     | Immeuble d'un étage. Située au rez-de-chaussée, la Boulangerie de Tunis a fermé définitivement en juillet 2008. | ?                                   | courant XIXe siècle ? |
| 15        | Immeuble ancien en réhabilitation par la SIEMP. | SIEMP                               | fin XIXe siècle ?     |
| 14-16-18  | Immeuble avec façade triptyque. Partie centrale en carreaux blancs. Institut talmudique : Yechiva Maor Hatorah. | ?                                   | vers 1990             |
| 17        | Immeuble ancien de cinq étages abritant le restaurant de spécialités espagnoles Chez Ramona. Studio de création graphique Nomoon. Salon de coiffure sur rue Black Pearl. | ?                                   | fin XIXe siècle ?     |
| 19        | L'immeuble d'origine, trois étages sur rue, date du XIXe siècle. En 1893-1894, il est surélevé (selon le permis de construire retrouvé aux archives de la ville de Paris, et la date d'un journal retrouvé sous un parquet) à cinq étages et un second bâtiment est construit sur la suite de la longue parcelle. En 1999, c'est un immeuble de rapport (loyers loi de 48) devenu taudis, racheté par un marchand de biens et revendu par lots à de jeunes membres de professions intellectuelles et artistiques, qui le rénovent. Exemple isolé de gentrification dans cette rue. En 2010, au rez-de-chaussée, atelier de couture africain. | Copropriété privée                  | fin XIXe siècle ?     |
| 20-24-28  | Logements sociaux, architecte Fernando Montès, 1990, jardin de bambous par Alexandre Chemetoff. Entrée au no 24. Façade enduit rose et pierre grise du Jura. L'objectif de l'architecte était de « créer la transition de l'espace public à l'espace privé »[réf. nécessaire] par une succession de parcours. Au rez-de-chaussée, établissement le Passage, Croix-Rouge française. | ?                                   | 1990                  |
| 21-23-25  | Sur rue, un immeuble de logements sociaux de la ville de Paris et la région Île-de-France (participation respective : 1 025 000 € et 145 076 €). En 2009-2010, l'Association Le jardin Ramponeau et La Kommune ont utilisé l'espace vacant depuis dix ans pour en faire un jardin partagé éphémère et un lieu de création. Accès à la Forge de Belleville, rebaptisée La Kommune en 2009 puis la Villa Belleville. Cette ancienne usine a été aménagée en ateliers d'artiste avec l'Association La Forge de Belleville, dont le sculpteur Pierre Peignot et T.R.A.C.E.S., notamment pour les projets éducatifs. Depuis 2015, l'association AGETA / Collectif Curry Vavart assure la gestion du lieu dans le cadre du marché d'animation et de gestion de la Mairie de Paris. Architecte (réhabilitation) : Philippe Prost. | OPAC                                | 2011 ?                |
| 27-29     | Trois immeubles de rapport, construction 1929, façade revêtement brique et pierre, bow-windows encadrant la façade. Entrées par l'impasse latérale (dite « 31, rue Ramponeau »). Au rez-de-chaussée sur rue, ancien café Chez Fabien et David ; à droite, ancienne boulangerie. Deux permis de construire des 5 février 1930 et 6 décembre 1930 connus : propriétaire Ledur (ou Ledru), architecte Delormel, no 5, rue Auguste-Comte, habitation de sept étages. Protections patrimoniales – 20e arrondissement. | copropriété privée                  | 1929                  |
| 30-32     | Logements sociaux, architecte Frédéric Borel, 1989. Les deux corps de bâtiment en pierre sont enchâssés dans un cadre en béton brut, protégés par le toit-corniche. De part et d'autre de la cage d'escalier centrale en creux, la façade est surmontée par un balcon-vigie : à droite, les fenêtres sont verticales, tandis qu'à gauche, les ouvertures horizontales soulignent le tassement dû à la pente. Chaque appartement de 100 m2 est conçu autour d'une grande pièce modulable par des panneaux coulissants. Au rez-de-chaussée, depuis 2005, les Éditions de la Différence occupent les locaux d'un ancien bureau de poste. | ?                                   | 1989                  |
| 31        | À droite, longue impasse donnant accès au no 31. Cité insalubre en fond de cours. En 2010, réhabilitation programmée par la SIEMP après préemption par la ville de Paris. Présence attestée[réf. nécessaire] de migrants et de sans-papiers. | Copropriété privée                  | fin XIXe siècle ?     |
| 34-38-40  | Immeuble de 1991 présentant une mixité verticale, situé à l'angle de la rue de Tourtille. Architecte : Jacky Sarfati. Cette mixité est représentée par une école maternelle et primaire privée, Éducation Juive au rez-de-chaussée et 1er (bail emphytéotique), par des logements sociaux gérés par CIL Habitat (bail emphytéotique) et par une copropriété privée aux derniers étages. Bien que possédant un état de division en volumes, l'absence d'ASL créé un problème de gestion[réf. nécessaire]. | Ville de Paris - copropriété privée | 1991                  |
| 33        | Logements sociaux. Au rez-de-chaussée, bar Chez Ahmed. | SIEMP                               | fin XIXe siècle ?     |
| 35-37     | Immeuble neuf. Artame Gallery au rez-de-chaussée. Groupe d'entraide mutuelle pour briser la solitude d'artistes plasticiens fragilisés par un trouble psychique. | OPAC                                | vers 2005             |
| 39        | Immeuble ancien. Au rez-de-chaussée, la fraternité Les Sœurs de Nazareth a servi des repas aux plus démunis jusqu'en 2005. | Copropriété privée                  | fin XIXe siècle ?     |
| 41        | Immeuble d'angle du no 29, rue de Tourtille. Ancienne boucherie À la bonne merguez. Librairie Le Genre urbain jusqu'en 2006. | ?                                   | fin XIXe siècle ?     |
| 42        | Angle du no 22, rue de Tourtille : emplacement traditionnel de l'une des dernières barricades de la Commune de Paris (1871). Permis de construire du 9 mai 1902, propriétaires : Védrine et Regnery, architecte : Emmel, no 22, boulevard des Filles-du-Calvaire. Construction de cinq étages.Créations graphiques représentant Germaine Tillion et Geneviève De Gaulle-Anthonioz au rez-de-chaussée de l'immeuble. | 1902                                | Copropriété privée.   |
| 43        | Au rez-de-chaussée, bureaux de La Bellevilleuse, association de quartier créée en 1989 pour s'opposer aux projets de rénovation du Bas-Belleville présentés par la mairie de Paris. Architecte : H. Soucher, 1906. Entreprise de maçonnerie : F. Courty. Depuis 2011, le rez-de-chaussée est occupé par une galerie d'art. | ?                                   | 1906                  |
| 44        | Immeuble ancien de quatre étages sur rez-de-chaussée. | ?                                   | fin XIXe siècle ?     |
| 45        | Logement social. HLM. Au rez-de-chaussée, cabinet d'assurances ATD. | OPAC                                | fin XIXe siècle ?     |
| 46        | Immeuble ancien d'un étage sur rez-de-chaussée. Enseigne : « Commissariat du Quartier de Belleville. Unité de police de quartier Belleville ». Plaque commémorative : « À notre collègue André Perrin, mort pour la France et la libération de Paris le 19 août 1944. » Permis de construire du 3 août 1903, propriétaires Mlle Vedrine, no 108 bis, rue de Rennes et général Regnery (à La Rochelle), architecte L'homme, no 8, rue Fromentin, construction d'un étage. | ?                                   | 1903                  |
| 45 bis-47 | Immeuble neuf, achevé en 2005. Style « ancien ». Treize logements neufs agrémentés d’un escalier réalisé par les Compagnons du Devoir. Architecte : Olivier Pannier. Association Mémoire de l'Avenir dotée d'un espace d'exposition. Galerie d'art Balice Hertling. | OPAC                                | 2005                  |
| 48-50     | Deux immeubles anciens sur une belle cour dallée commune. HLM. Plusieurs ateliers d'artistes en rez-de-chaussée sur cour. Au no 50, façade sur rue en brique. Plaque à la mémoire d'Albert Chebluns (au no 48). Mention : « Ici demeurait Albert Chebluns, membre de la L.I.C.A., maquisard mort pour la France. 14/1/1945 à l'âge de 20 ans. » Le projet d'implanter une auberge de jeunesse et d’expulser les artistes et la métallerie présentes se heurtent en 2015 à une forte mobilisation. | Pax, Progrès, Pallas                | début XXe siècle ?    |
| 49        | Immeuble réhabilité en 2005. Trois logements neufs et dix logements réhabilités. Architectes : Marc Salomon et Jean Voisin. Le rez-de-chaussée a hébergé, au début XXe siècle, l'un des restaurants gratuits des mères nourrices entretenus à Paris par l' Œuvre Henry Coullet du Lait Maternel; ultérieurement local de l'OPAH de Paris–Bas-Belleville. Au rez-de-chaussée, Association 3CA, médiation et production artistiques. | OPAC                                | fin XIXe siècle ?     |
| 51-53     | École élémentaire Ramponeau. Au fronton, « École primaire de garçons ». À l'angle de la rue Julien-Lacroix, blason sculpté de la ville de Paris. Grâce à la mise en sécurité du bâtiment, à la réhabilitation de l’ensemble de l’établissement, à l’extension de la cour et à la rénovation des logements de fonction, cette école, fermée durant l’année scolaire 2004-2005, permet d’accueillir deux CP (15 et 25 élèves) ; un CE1 ; un CE2 (25 élèves chacun). Conjointement, une redéfinition du périmètre des écoles du quartier a été entreprise pour rétablir une mixité sociale à l’école Ramponeau. En façade, plaque commémorative posée par le Comité École de la rue Tlemcen : « À la mémoire des élèves de cette école, déportés de 1942 à 1944 parce qu’ils étaient nés juifs, victimes innocentes de la barbarie nazie avec la complicité active du gouvernement de Vichy. Ils furent exterminés dans les camps de la mort. Le 13 mai 2000. »                                                                                 | Mairie de Paris                     | début XXe siècle ?    |
| 52-52 bis | Logements et parking. Façade et accès secondaire d'un immeuble de 1995 situé aux nos 79-83, rue Julien-Lacroix. Architecte : Jean-François Schmit. L'immeuble d'angle qui abrite le café Le Petit Navire et dont l'entrée, située au no 85, rue Julien-Lacroix, a été conservée et réhabilitée. | RIVP                                | 1995                  |

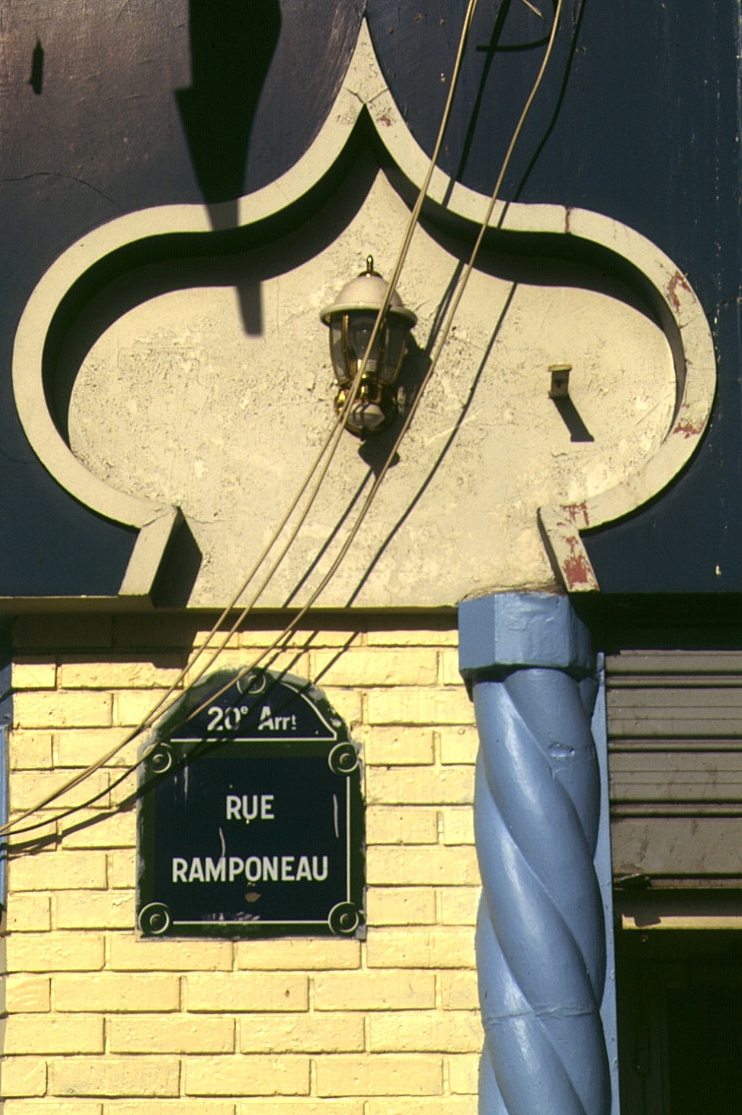
Plaque de la rue aux nos 1-3.
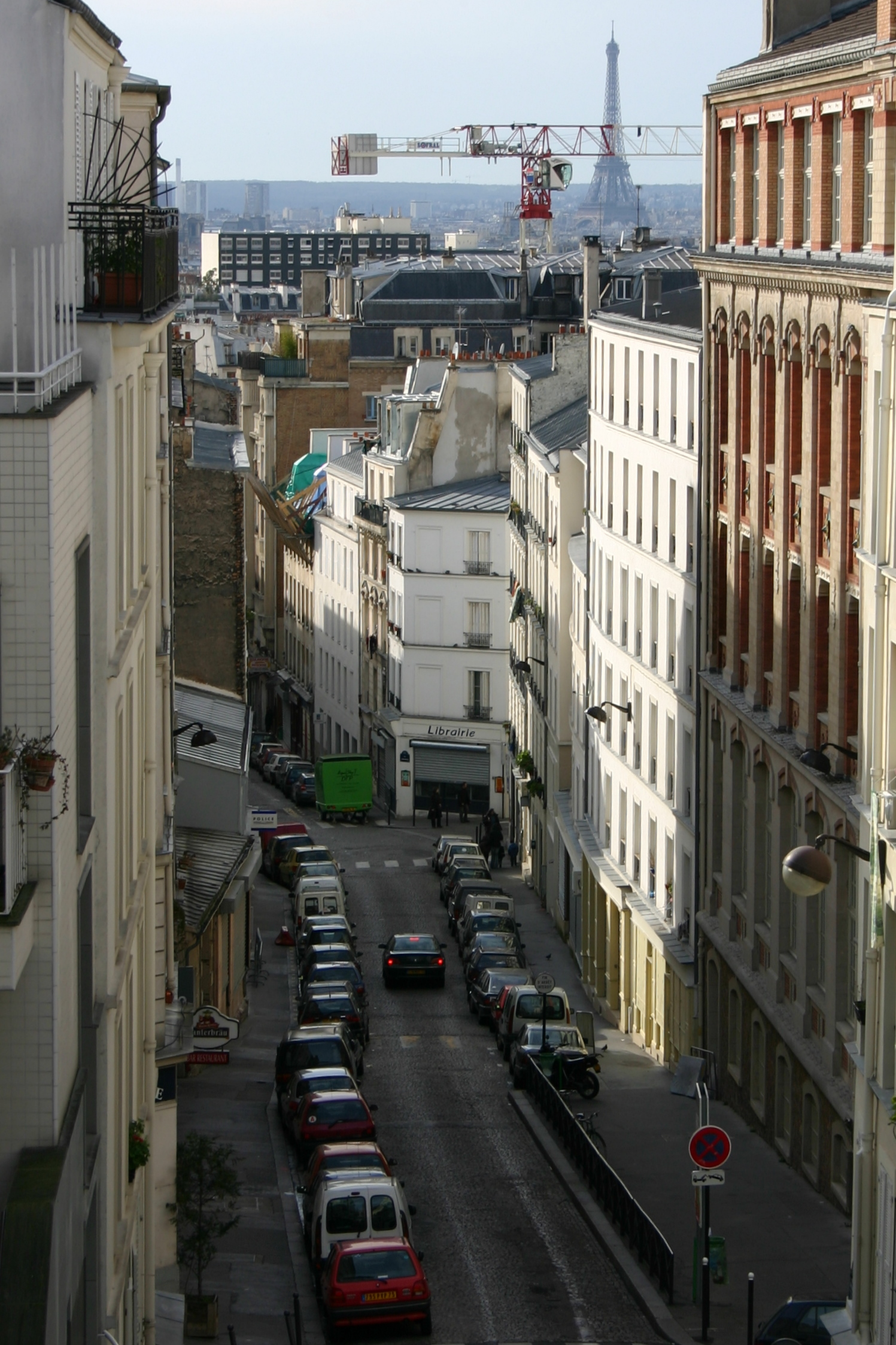
Vue depuis le parc de Belleville.
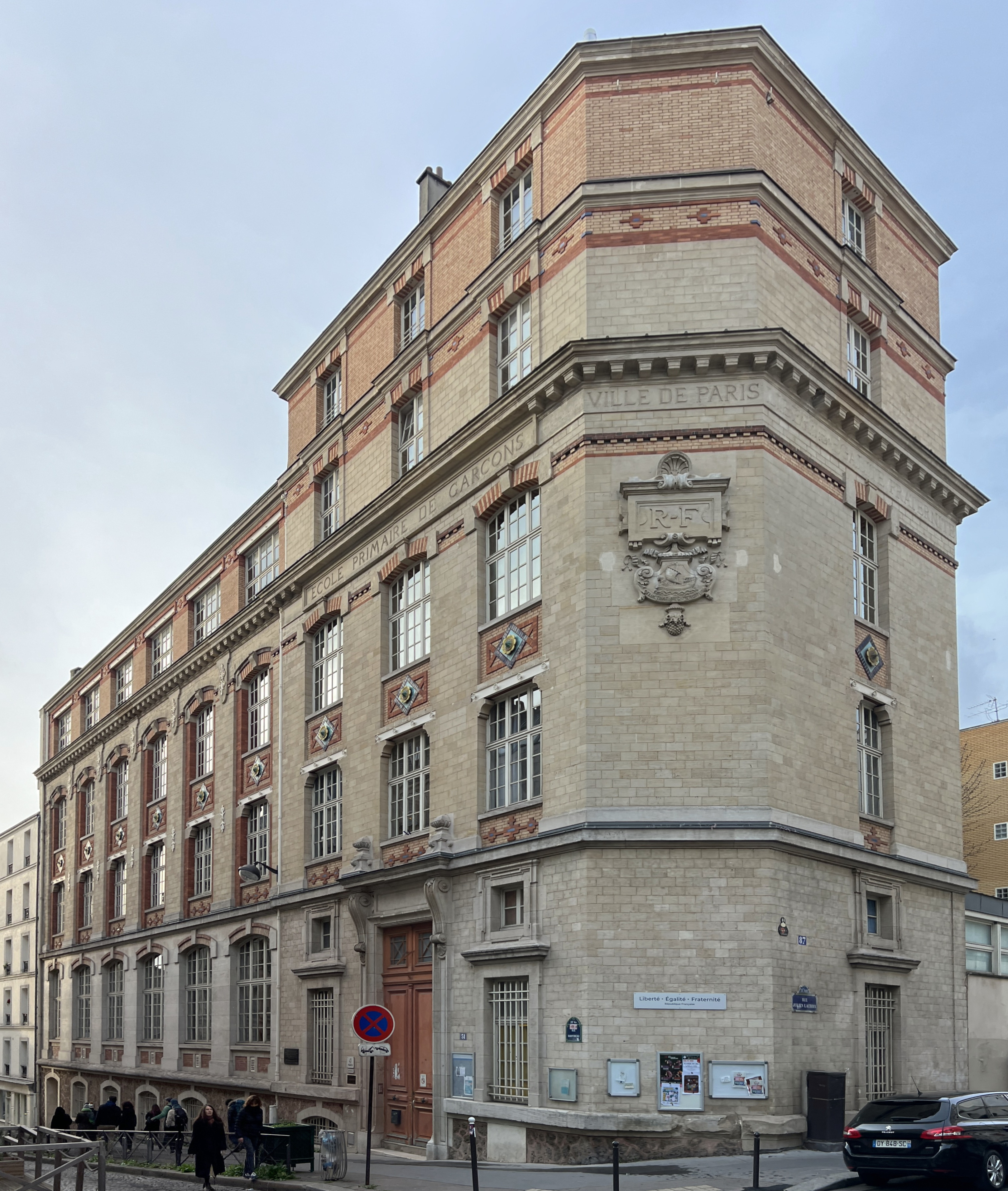
École élémentaire Ramponeau.